# Elliant
Elliant è un comune francese di 3 379 abitanti situato nel dipartimento del Finistère nella regione della Bretagna.
Il suo territorio è bagnato dal fiume Odet.

## Storia

### Simboli
La maglia è ripresa dal blasone della famiglia de Tréanna (d'argento, alla maglia d'azzurro).

## Società

### Evoluzione demografica
Abitanti censiti